# Euphorbia orizabae
Euphorbia orizabae är en törelväxtart som beskrevs av Pierre Edmond Boissier. Euphorbia orizabae ingår i släktet törlar, och familjen törelväxter. Inga underarter finns listade i Catalogue of Life.